# 剛紫
剛紫 是堂本剛由2009年開始起用的個人創作名義的名稱（Solo Work Produce Name）。首張以此名義推出的單曲和專輯於堂本剛30歲生日當日(4月10日)開始發售。

## 名稱由來
關於新名義的說明，堂本剛於官方網站稱為「一種新的挑戰，並將永遠以這個名義製作及推出歌曲或專輯等。」他在2009年6月號B~PASS表示，會使用紫一方面因為是喜歡的顏色，另一方面是因為可方為紅色和藍色。紅色代表愛情，而藍色代表痛，他認為「人是由這兩種感情組成」「我們的感情雖然還有很多種，但大致區分起來也是分為這兩種感情」「我認為因為有這兩種感情，我們才算是活著」。
剛紫在日語中發音仍是Tsuyoshi。

## 作品記錄

### 單曲
1. 空～我美麗的天空(空～美しい我の空)（2009年4月10日）

### 專輯
1. 美我空－bigaku～my beautiful sky（2009年4月10日）

### 演唱會
1. 美我空－ビガク～my beautiful sky TOUR
  - 場地：赤坂BLITZ等 共12場地
  - 日期：2009年4月9日～2009年6月25日 共26場
2. 堂本剛 2009 薬師寺 LIVE
  - 場地：薬師寺
  - 日期：2009年7月10日～2009年7月11日 共2場
3. 堂本剛 2010 薬師寺 LIVE
  - 場地：薬師寺
  - 日期：2010年7月9日～2009年7月10日 共2場

### 電台節目
- つよしの美我空(2009.03.07～2009.06.27)

## 外部連結
- 剛紫／美我空 my beautiful sky - 官方網站（日語）